# Петербурзький трамвайно-механічний завод
Петербурзький трамвайно-механічний завод (ПТМЗ) — колишнє підприємство з виробництва трамваїв, що розташовувалося в Санкт-Петербург. Єдиний завод в СРСР, для якого трамваєбудування було основним профілем.
Декілька десятиліть (1934—1981) був єдиним постачальником рухомого складу для трамвайної системи Ленінграда / Санкт-Петербурга.
З 2012 ВАТ «ПТМЗ» та ЗАТ «Вагонмаш», що належать групі компаній «Дедал-Вагони», зазнавали фінансових труднощів, виробництво було практично зупинено, в результаті у 2013 році обидва заводи визнані банкрутами.
Останні два трамвайні вагони 71-153 були побудовані та відправлені в Маріуполь у жовтні 2012 року.

## Історія

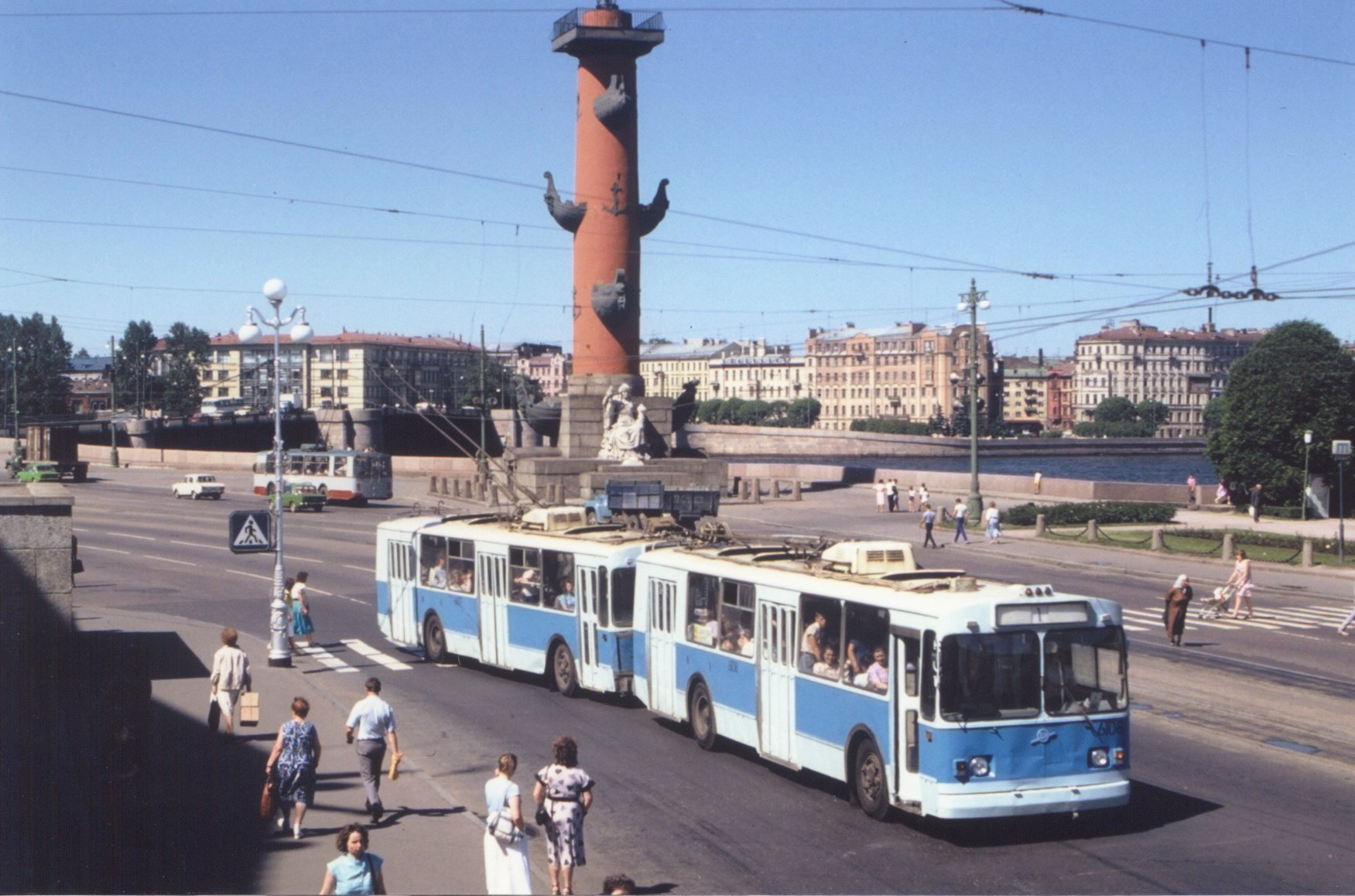
СБО з двох тролейбусів ЗіУ-9 з'єднаних за системою Володимира Веклича, що випускається заводом з 1981 року

У 1928 році трестом «Лентрамвай» було розроблено технічний проєкт вагоноремонтного заводу № 1 (ВАРЗ) на Чавунній вулиці; закладка підприємства відбулося в 1929 році. Будівництво йшло важко, у хід довелося втрутитися особисто С. М. Кірову. Пуск планувався на 1 січня 1934 року, але в дію завод вступив лише навесні. У 1933 році було прийнято рішення не тільки ремонтувати трамваї на підприємстві, а й будувати їх (проте назва заводу залишилася колишньою). Випускав трамваї ЛМ (Ленінградський моторний) та ЛП (Ленінградський причіпний).
До пуску заводу на Чавунній вулиці виробництво розташовувалося в Центральних ремонтних майстернях Трамвайного парку № 2, де в 1933 році були побудовані перші чотиривісні вагони ЛМ-33.
15 травня 1934 року відбулося відкриття ВАРЗ на Чавунній вулиці. На церемонії виходу з цеху першого трамвая був присутній С. М. Кіров. За передвоєнні роки було побудовано 232 моторних і стільки ж причіпних вагонів.
З початком Другої Світової війни ВАРЗ був перепрофільований для випуску боєприпасів і ремонту двигунів. З 1944 року знову випускає трамваї.
У 1966 році на заводі побудований перший зчленований шестивісний трамвай в СРСР — ЛВС-66. З 1986 року починається серійне виробництво зчленованих шестивісних вагонів ЛВС-86.
У 1970-80-х роках мав назву завод з ремонту міського електротранспорту (ЗРГЕТ), з 1989 по 1993 роки — Ленінградський трамвайно-тролейбусний завод (ЛТТЗ).
У 1981 році, після успішного випробування системи багатьох одиниць, що складається з двох тролейбусів ЗіУ-9 сполучених за системою в Алма-Аті, на ЗРГЕТ були передані робочі креслення системи та за ними було розроблено конструкторську документацію та почалося їх виробництво. Тролейбусні поїзди, виготовлені самим заводом або з його комплектуючих, використовувалися більш ніж у десяти містах колишнього СРСР. Тільки в Ленінграді економічний ефект від їх використання становив 4 962 рублі на один поїзд на рік, а сумарний економічний ефект від їх впровадження в місті на 1990 рік становив 2, 51 мільйон рублів (найкращий результат для тролейбусних поїздів ЗіУ-9 і другий для тролейбусних поїздів у СРСР (у Києві 12,676 млн руб). На початок 1990 року ЛТТЗ виробив тільки для підприємств «Ленміськелектротрансу» 111 поїздів.
У 1993 році підприємство було акціоноване й отримало сучасну назву — АТВТ «Петербурзький трамвайно-механічний завод» (пізніше — ВАТ «Петербурзький трамвайно-механічний завод»).
У 2000 році був розроблений проєкт трамвая ЛМ-2000 для потреб системи Московський трамвай, який мав нестандартні для продукції ПТМЗ габарити. Було збудовано 1 вагон.
У 2003 році завод увійшов до групи «Дедал» і з 2005 року управлявся компанією «Дедал-Вагони» (керівна компанія підприємств «Вагонмаш» та «Петербурзький трамвайно-механічний завод»).
З 2000 року по 2004 рік завод розробив і виробляв малими серіями одиночні тролейбуси моделей ПТЗ-210 і ПТЗ-5283 (з модифікацією ПТЗ-5283Ю) незвичайним для вітчизняного тролейбусобудування 4-дверного компонування, які експлуатуються в Санкт-Петербурзі, Великому Новгороді, Петрозаводську і Рязані.
У червні 2006 року ПТМЗ побудував дослідний зразок вагона ЛВС-2005, прототип нової лінійки частково низькопідлогових вагонів.
У вересні 2007 року завод уклав експортний контракт з КП «Одесаміськелектротранс» на постачання 11 чотиривісних трамвайних вагонів ЛМ-99 ЕМН. Однак далі справа не пішла і вагони не було збудовано.
У 2008 році почалося виробництво та дослідна експлуатація трамвая моделі ЛМ-2008. Цього ж року завод судився з приводу можливого порушення авторських прав на винахід з автором струмоприймача СПБ, що встановлювався на моделі ЛМ-99 та ЛМ-2008.
У квітні 2008 році завод виграв відкритий конкурс на постачання трамвайних вагонів для державних потреб Петербурга. Укладання контракту анонсовано на кінець квітня, передбачається укласти два контракти на загальну суму понад 645 млн рублів. Із замовлених ГУП «Міськелектротранс» 45 вагонів:
- 16 шестивісних вагонів моделі 71-152,
- 29 чотиривісних вагонів моделі 71-134А.

Влітку 2008 року ПТМЗ виграв конкурс на постачання двох трисекційних вагонів місткістю по 350 осіб для другої черги Волгоградського швидкісного трамвая. Перший екземпляр був випущений у грудні 2008 року, другий — у травні 2009 року.
Влітку 2008 року петербурзькими чиновниками було заявлено, що в 2009 року ПТМЗ може втратити право постачання трамваїв для Санкт-Петербурга, оскільки продукція заводу викликає низку нарікань, але цього не відбулося. Влітку 2009 року було поставлено 9 чотиривісних вагонів моделі ЛМ-2008 у Петербург і один односторонній восьмивісний вагон моделі 71-154М Київ. Восени відбулося постачання ЛМ-2008 в Москву і ЛВС-2005 в Барнаул. Взимку — ЛМ-2008 в Москву, Санкт-Петербург і Донецьк.
У 2011 році було оголошено про будівництво на майданчику ПТМЗ нового виробничого комплексу спеціально для серійного випуску вагонів метро та трамваїв нового покоління.
У жовтні 2012 року завод відправив 2 вагони ЛМ-2008 до Маріуполя. Це були «останні вагони», випущені на ПТМЗ.
7 травня 2013 року за рішенням Арбітражного суду Санкт-Петербурга та Ленінградської області ПТМЗ визнано неспроможним (банкрутом). Майно заводу в червні 2014 року продано на торгах за 992 млн руб.
У 2015 році 31 березня вогонь спалахнув у виробничій одноповерховій цегляній будівлі розміром 30 на 40 метрів. Влітку цього ж року цех було знесено.
На осінь 2015 року на території заводу проводиться здача в оренду приміщень, вивезення обладнання та металобрухту. Перспектива території та будівель не ясна. Раніше планувалося розмістити в колишніх цехах заводу овочесховище.
Станом на травень 2016 року будівлі заводу частково зруйновано, недобудовані вагони для Волгограда та Санкт-Петербурга утилізовано.
До початку 2018 року половину цехів, що залишалися, було знесено. У перші місяці 2018 року було знесено колишній малярський цех, ковальський цех, внаслідок чого від колись великих цехів залишилася лише зовсім незначна частина.
На 2022 рік майданчик колишнього заводу є пусткою. Існують плани житлової забудови території
У вересні 2023 року стало відомо про плани будівництва на території колишнього заводу електродепо для майбутньої Кільцевої лінії метрополітену.

## Трамвайні вагони виробництва заводу
| Найменування              | Роки випуску                   | Кількість                                         | Тип                                                       |
| ------------------------- | ------------------------------ | ------------------------------------------------- | --------------------------------------------------------- |
| ЛМ-33/ЛП-33               | 1933-1940                      | 232/226                                           | Мотор+причіп                                              |
| ЛМ-36/ЛП-36               | 1936                           | 1/1                                               | Мотор+причіп, досвідчений, т.зв. «Блакитний експрес»      |
| ЛМ-47/ЛП-47               | 1948-1949                      | 43/42                                             | Мотор+причіп                                              |
| ЛМ-49/ЛП-49               | 1949-1960/1949-1960, 1965-1968 | 400/375                                           | Мотор+причіп                                              |
| ЛМ-57                     | 1957-1969                      | 1038                                              |                                                           |
| ЛВС-66                    | 1966-1968                      | 4                                                 |                                                           |
| ЛМ-67                     | 1967                           | 1                                                 | ЛМ-57 у кутастому кузові, дослідна модель                 |
| ЛМ-68                     | 1968-1975                      | 663                                               |                                                           |
| ЛМ-68М (71-68М)           | 1973-1988                      | 2109                                              |                                                           |
| РС-78                     | 1978-1996                      | 3                                                 | Рільозварювальний вагон                                   |
| ЛВС-80                    | 1980-1984                      | 4                                                 |                                                           |
| ЛП-83                     | 1983                           | 1                                                 | Причіпний вагон до ЛМ-68М                                 |
| ЛВС-86 (71-86)            | 1987-1997                      | 473                                               |                                                           |
| 71-88Г                    | 1988-1993                      | 13                                                | Двостороння версія вагона ЛМ-68М із будовою кузова ЛВС-86 |
| ЛВС-89                    | 1989                           | 1                                                 |                                                           |
| ЛВСГ-90                   | 1990                           | 1                                                 | Вантажний                                                 |
| ЛМ-93 (71-132)            | 1993-1999                      | 80                                                | Модифікований ЛМ-68М                                      |
| ЛВС-93 (71-139)           | 1993-1994                      | 2                                                 |                                                           |
| ЛВС-97 (71-147/71-151А)   | 1997-2004                      | 50 (1 вагон створили з урахуванням іншого ЛВС-97) | 4 модифікації, зокрема напівнизькопідлогова               |
| ЛМ-99 (71-134)            | 1999-2012                      | 325                                               | 7 модифікацій, зокрема напівнизькопідлогові               |
| ЛМ-2000 (71-135)          | 2001                           | 1                                                 | Дослідний вагон із габаритами Tatra T3                    |
| ЛВС-2005 (71-152)         | 2006-2009                      | 26                                                |                                                           |
| ЛМ-2008 (71-153/71-153.3) | 2008-2012                      | 64                                                | 71-153.3 може працювати по СБО, на відміну 71-153         |
| ЛВС-2009 (71-154)         | 12.2008-2012                   | 10                                                |                                                           |
| ЛВС-2009 (71-154М)        | 2009                           | 1                                                 |                                                           |